# 聖馬努埃爾科洛埃特

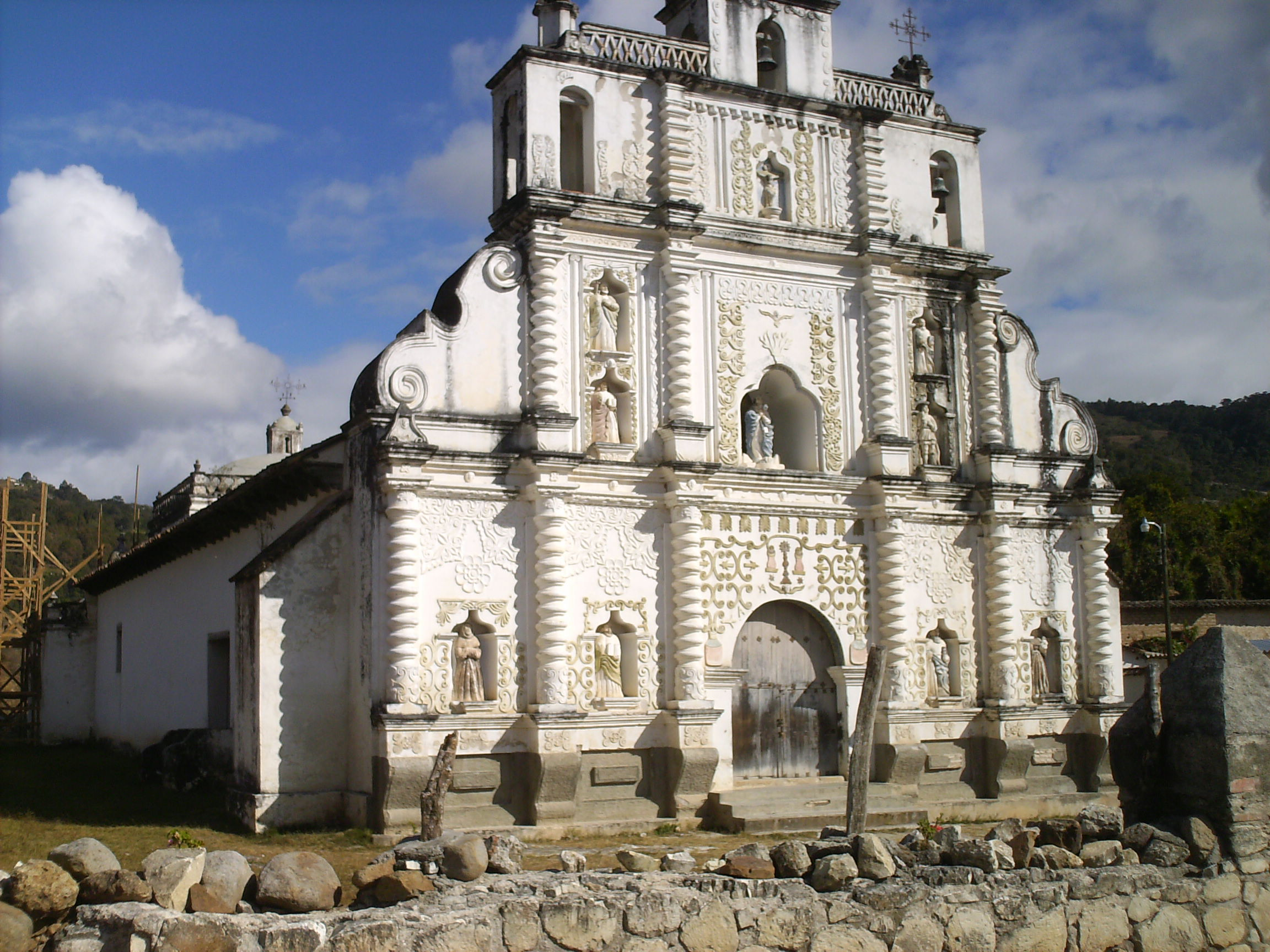

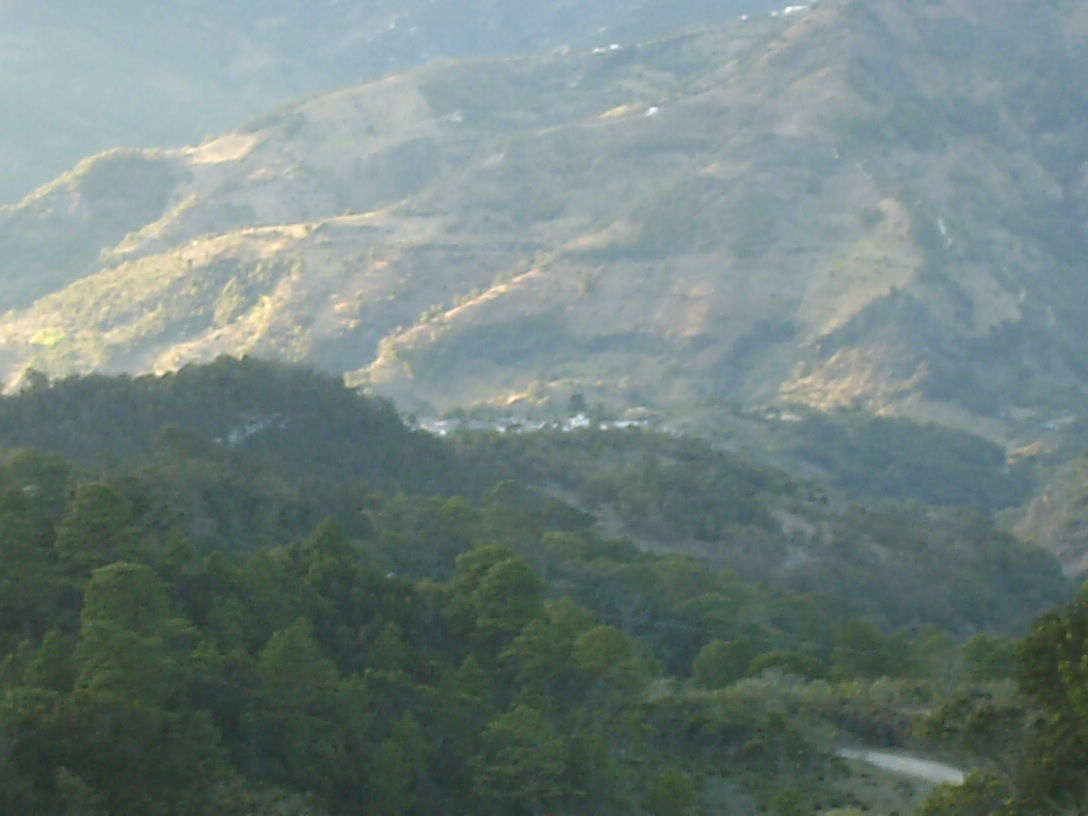

14°27′N 88°40′W / 14.450°N 88.667°W
聖馬努埃爾科洛埃特（西班牙語：San Manuel Colohete），是洪都拉斯的城鎮，位於該國西南部，由倫皮拉省負責管轄，始建於1901年2月2日，面積171.9平方公里，海拔高度1,667米，2001年人口10,655，人口密度每平方公里61.98人。